# حركة الشباب الملكي
حركة الشباب الملكي هي حركة أو جمعية غير حكومية تسمي نفسها موالية للنظام الملكي القائم بالمغرب، تنظم مسيرات مضادة للمعارضة المغربية، خصوصا ضد حركة 20 فبراير. كان يترأس الحركة في ذلك الوقت المدعو عبد الصمد أوسياح. سجل لها العديد من الاعتدائات على المتظاهرين
شعاراتهم تركز على تأييد الملك محمد السادس، وتقول أن أي تغيير سيكون بوجود الملك ومعه. كما لا تقبل الحركة أي تغيير يمس النظام الملكي والوحدة الترابية، ولها فروع محلية في عدة مناطق بالمملكة.
بالرغم من ادعاءات بعض الجهات أن الجمعية فرع يتلقى دعم مباشر أو غير مباشر من المخزن المغربي ويتم الاستغاثة به كرقم انتخابي وفي البهرجة والزفة المخزنية كما قيل، فقد اتهمت الحركة من قبل المواطنين المغاربة (بمن فيهم الملكيين) بتقسيم الشعب بين فئة وطنية وغير وطنية والتحريض على العنف والبلطجة، كما تم اعتقال رئيسها حمودة الدالي في الدار البيضاء وحوكم بعشرة أشهر حبسا نافذا وغرامة 2000 درهم بتهمة إهانة هيئة منظمة والقذف في حق القضاة في عام 2021.

## وصلات خارجية
- حركة الشباب الملكي على الفيسبوك.
- الحركات الاحتجاجية في المغرب ودينامية التغيير ضمن الاستمرارية